# Radio Płońsk
Radio Płońsk – polska  rozgłośnia z Płońska o charakterze uniwersalnym z elementami lokalnymi, założona przez jednego z mieszkańców, Krzysztofa Pietrzaka. Serwisy informacyjne i pogodowe dostarczane są przez Grupę Radiową Agory w ramach jej oferty dla stacji lokalnych. 
Stacja radiowa współpracuje z POPRadiem, tworząc RADIOlokację – audycję muzyczną nadawaną na obu antenach w piątkowe wieczory.
Radio Płońsk nadaje z komina PEC Płońsk na częstotliwości 93,6 MHz z mocą 2 kW ERP.
Zasięg stacji obejmuje następujące miejscowości: Płońsk; Ciechanów, Płock, Nowy Dwór Mazowiecki, Wyszogród oraz dużą część powiatu ciechanowskiego (bez Przasnysza) i płockiego (tylko wschodnia część powiatu).

## Historia
Rozgłośnia otrzymała koncesję 12 kwietnia 2016 roku.
6 czerwca 2016 o godzinie 16:00 stacja rozpoczęła nadawanie sygnału testowego. Pierwszym utworem, który zabrzmiał w eterze, był Daryl Hall & John Oates – Maneater.